# Georg Callwey
Georg Dietrich Wilhelm Callwey (* 22. Oktober 1854 in Hamm; † 25. Februar 1931 in München) war ein deutscher Verlagsbuchhändler.

## Leben und Wirken
Georg Callwey war ein Sohn des Hammer Lohgerbers und Ackerbürgers Wilhelm Callwey und von Sophie Fluhme aus Çamen. Er lernte das Verlagswesen und galt als klug, gewissenhaft, sparsam und diszipliniert. Im Jahr 1884 zog er nach München und eröffnete in beengten Räumlichkeiten den heutigen Callwey-Verlag. Er verlegte zunächst insbesondere schönes Schrifttum und gab anschließend mit der Malerzeitung „Die Mappe“ eine Kunstzeitschrift heraus. Im Jahr 1894 lernte er den noch jungen Ferdinand Avenarius kennen, dessen „Kunstwart“ noch keinem größeren Publikum bekannt war. Callwey übernahm die Zeitschrift in sein Verlagsprogramm und investierte dafür nahezu alle vorhandenen Eigenmittel. Um die Jahrhundertwende stellten sich Erfolge der Zeitschrift ein.
Anschließend verlegte Callwey die „Meisterbilder fürs deutsche Haus“, das „Fröhliche Buch“ und Publikationen des Dürerbundes sowie eine größere Reihe des schönen Schrifttums mit klingenden Titeln. Ab 1906 gab er auch den Baumeister heraus und legte somit die Ausrichtung des Verlags fest. Dieser konzentrierte sich auf das Baugewerbe und Maltechniken. Ab 1932 publizierte der Verlag mit der Deutschen Zeitschrift des Kunstwarts weitere kulturelle Titel.
Callwey war verheiratet mit der Amerikanerin Hetty Figels. Die Tochter Elsbeth (1888–1937) heiratete Karl Baur, der den Verlag übernahm.